# Омен 4: Пробуждение
«Омен 4: Пробуждение» (англ. Omen IV: The Awakening) — американский фильм ужасов 1991 года режиссёров Джорджи Монтези и Доминика Отенина-Жерара, четвёртая часть киносериала Омен специально созданная для телевидения. Премьера фильма состоялась 20 мая 1991 года.

## Сюжет
Супружеской паре Йорк не удавалось зачать ребёнка. Отчаявшись, они решили удочерить девочку, которую нарекли именем Делия. По мере взросления девочка начинает проявлять истинные черты своего характера, в которых мать девочки и окружающие дети видят злую натуру. Однако личность девочки не всегда демонстрирует тёмную сторону - с некоторыми она общительна и добра, с другими же зла и мстительна. Для присмотра за девочкой родители нанимают сиделку Джо Туэсон, фактически помешанную на примитивных предметах и способах магии (астрология, магические камни, гадания и так далее). Через некоторое время, используя свои любительские методики, сиделка обнаруживает в девочке чистейший, незапятнанный источник зла. Для подтверждения своих опасений сиделка приглашает своего близкого друга Ноа. Делия не захотела этого терпеть. Но странная смерть сиделки заставляет мать обратиться с её подозрениями к священнику для толкования найденных в книге сиделки выделенных абзацев, отмеченных фраз Карен узнаёт, что антихрист может оказаться женщиной, а не мужчиной. Тогда Карен, беременная вторым, решается выяснить, кто является настоящими родителями Делии, и обращается к детективу. Хоть смерть и преследует каждого, кто готов пролить свет на историю происхождения девочки, проскальзывающие детали начинают рисовать целостную картину перед глазами матери. Страшная тайна открывается ей: её приёмная  дочь - антихрист.

## В ролях
- Майкл Вудс — Джин Йорк
- Фэй Грант — Карен Йорк
- Майкл Лернер — Эрл Найт
- Азия Виейра — Делия
- Энн Херн — сиделка Джо Туэсон
- Джим Бернс — Ноа

## Критика
Фильм получил в основном негативные отзывы: его рейтинг на сайте Roten Tomatoes составляет 20%, что соответствует оценке 2/10.